# Elmer Holt
William Elmer Holt, né le 14 octobre 1884 à Savannah et mort le 1er mars 1945 à Helena, est un homme politique démocrate américain.

## Biographie
Durant son enfance, Holt et sa famille déménagent à Miles City  au Montana. En 1912, il est élu pour un mandat à la chambre des représentants du Montana. En 1932, il est élu sénateur durant les élections législatives. L'année suivante, il entre au Sénat du Montana où il représente le district de Miles City. en 1935, alors qu'il est président du Sénat, le gouverneur Frank H. Cooley meurt à la suite de problèmes cardiaques et Holt est appelé à le remplacer. Il choisit alors William P. Pilgeram comme lieutenant gouverneur.
Dans la primaire démocrate de 1936 où Holt tente de gagner un mandat complet, il commence le décompte avec une légère avance sur ses concurrents Miles Romney Sr. et Roy E. Ayers. Cependant, le lendemain, Ayers prend les devants, avance que Holt ne reprend jamais. Après sa tentative ratée de remporté un mandat complet lors de l'élection de 1936, il quitte son poste le 4 janvier 1937. Il décède le 1er mars 1945 à Helena et est par la suite mit en terre à Portland en Oregon.

## Élections
| Candidat        | Parti | Parti     | Voix    | %     |
| --------------- | ----- | --------- | ------- | ----- |
| Roy E. Ayers    |       | Démocrate | 43 822  | 37,85 |
| Elmer Holt      |       | Démocrate | 39 397  | 34,02 |
| Miles Romney    |       | Démocrate | 21 679  | 18,72 |
| H. L. Maury     |       | Démocrate | 9 086   | 7,85  |
| Frank. F. Hayes |       | Démocrate | 1 808   | 1,56  |
|                 |       |           |         |       |
| Total           | Total | Total     | 115 792 | 100,0 |